# Veaceslav Gojan
Veaceslav Gojan (ur. 18 maja 1983) – mołdawski bokser, brązowy medalista olimpijski, mistrz i wicemistrz Europy.
Największym jego osiągnięciem jest brązowy medal igrzysk olimpijskich w Pekinie (2008) w kategorii do 54 kg. Trzy lata później, w Ankarze, podczas mistrzostw Europy wywalczył mistrzowski tytuł.